# Ministro-geral
Ministro-geral é o superior-geral dos diferentes ramos das ordens franciscanas, principalmente a Ordem dos Frades Menores, a Ordem dos Frades Menores Conventuais e a Ordem dos Capuchinhos. De uso exclusivo da ordem, o termo ministro vem diretamente do fundador, São Francisco de Assis, que, de acordo com sua visão de que os irmãos eram todos iguais, não gostava do termo "superior". Assim, os frades que supervisionavam os demais irmãos deveriam ser um servo que cuidava ("ministrava para") deles e não um superior.
O termo latino original, "minister generalis", aparece no capítulo 8 da "Regra de São Francisco" e já era de uso comum nas comunidades franciscanas ainda durante a vida de Francisco.
No século XX, o termo passou a ser utilizado também por muitas outras congregações religiosas da Ordem Terceira de São Francisco num esforço para aproximá-la ainda mais do espírito de seu fundador.